# Caproni Vizzola F.5
Caproni Vizzola F.5 byl italský jednomístný jednomotorový dolnoplošník smíšené konstrtukce z období druhé světové války.

## Vznik
Stíhací letoun F.5 vznikl na základě návrhů F.4 až F.6 inženýra Francesca Fabriziho v pobočce Vizzola společnosti Caproni. Projekt F.4 počítal s vidlicovým dvanáctiválcem Isotta-Fraschini Asso 121 RC 40 o výkonu 706 kW, F.5 s hvězdicovým čtrnáctiválcem Fiat A.74 RC 38 o výkonu 640 kW a F.6 s teprve vyvíjenými výkonnějšími motory. Hrabě Caproni v roce 1938 typy F.4 a F.5 přihlásil do soutěže na pozemní stíhací-záchytný letoun. F.4 byl odmínut pro koncepčně zastaralou pohonnou jednotku, F.5 byl přijat. Po úmrtí F. Fabriziho v roce 1938 při letecké nehodě začala na projektu pracovat dvojice nových leteckých konstruktérů I. Baldessari a C. Riparbelli. První prototyp F.5 (ev. ozn. M.M.392) firma dokončila již na konci roku 1938 na oficiální objednávku č. 3491. První let provedl pilot Giuseppe Pancera 19. února 1939 ve Varese. Nový stroj byl vyzbrojen dvěma synchronizovanými kulomety Breda-SAFAT ráže 12,7 mm instalovanými v trupu nad kořeny křídla. Motor FIAT A.74 roztáčel třílistou stavitelnou vrtuli FIAT/Hamilton o průměru 3 m bez vrtulového kužele. Podvozek ostruhového typu byl zatahovací. V létě 1940 úspěšně proběhli vojenské testy.

## Vývoj
Dne 8. ledna 1940 vzlétl druhý prototyp F.5 (M.M.413) vzniklý z rozestavěného F.4. Od prvního stroje se odlišoval novým překrytem kabiny a větší svislou ocasní plochou. Kontraktem č. 4424 bylo objednáno dvanáct kusů (M.M.5921-M.M.5932), přičemž série navazovala na druhý prototyp. Kokpit sériových strojů zůstal otevřený krytý pouze čelním stítkem. Italské letectvo převzalo 11 exemplářů, M.M.5932 zůstal v mateřské továrně, kde se z něj stal prototyp F.5bis (vojenské označení F.4). Poprvé vzlétl v červenci 1940 s německým dvanáctiválcem Daimler-Benz DB 601A-l o výkonu 846 kW. Sériově se nestavěl, ale posloužil při vývoji typu F.6. Krátce byl také zařazen do stavu 303. squadriglie.
Plánovaná dvousetkusová druhá série F.5 byla stornovaná.

## Nasazení
Letouny F.5 byly zařazeny k 300. squadriglii dislokované na římském letišti Ciampino. Účastnila se akcí v Albánii ve válce s Řeckem, poté byla stažena zpět do Říma. Zde se stala součástí smíšené 167. Gruppo Intercettori, vyčleněné od května 1942 k obraně hlavního města před nočními nálety Spojenců. K 9. červenci 1943 bylo ve stavu ještě 10 F.5, polovina z nich však neletuschopná.

## Hlavní technické údaje
Údaje dle
- Rozpětí: 11,30 m
- Délka: 7,90 m
- Výška: 3,00 m
- Nosná plocha: 17,60 m

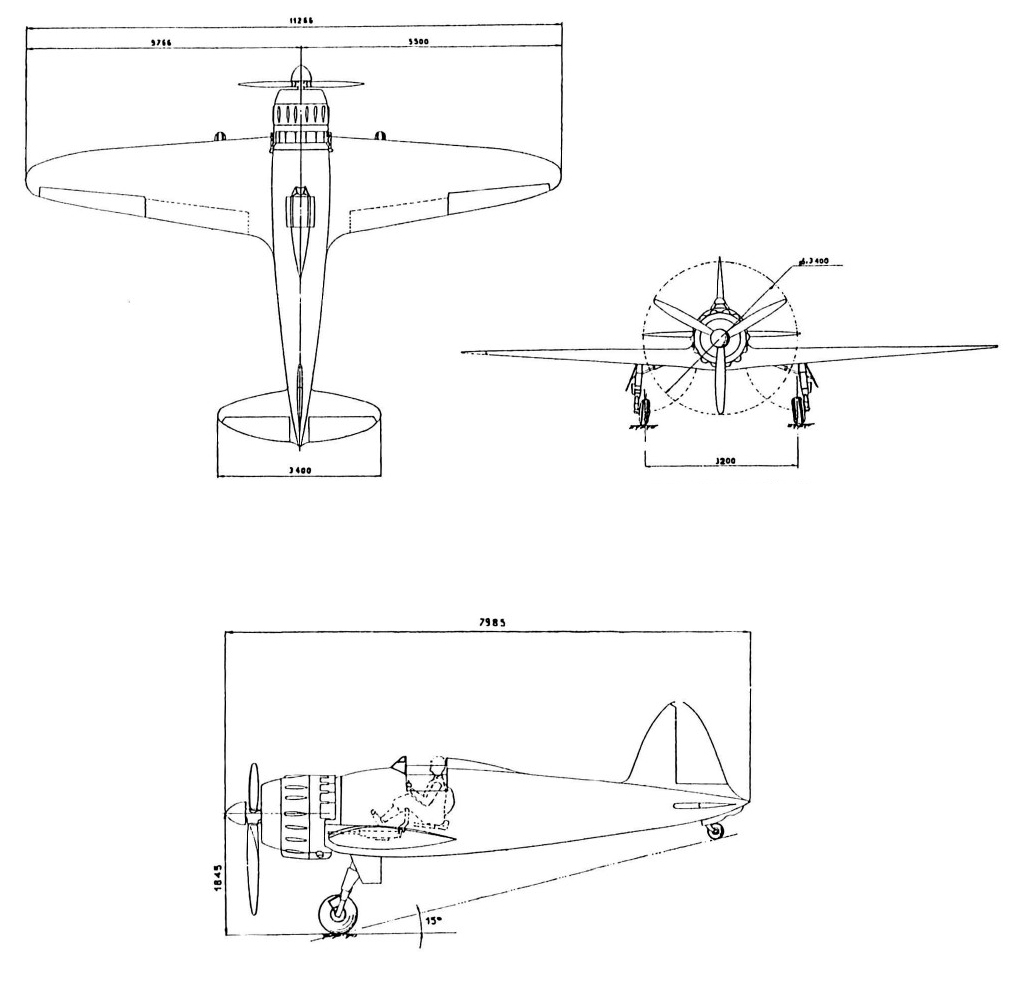
Caproni Vizzola F.5

- Hmotnost prázdného letounu: 1818 kg
- Vzletová hmotnost: 2240 kg
- Max. rychlost v 4750 m: 496 km/h
- Přistávací rychlost: 115 km/h
- Výstup do 6000 m: 6 min 3 s
- Dostup: 9500 m
- Dolet: 1000 km